# Berg (Bade-Wurtemberg)
Pour les articles homonymes, voir Berg.
Berg est une commune de Bade-Wurtemberg (Allemagne), située dans l'arrondissement de Ravensbourg, dans la région Bodensee-Oberschwaben, dans le district de Tübingen.

## Jumelage
- Rodigo (Italie) depuis 2002